# Ștefan Radu
Ștefan Daniel Radu (Boekarest, 22 oktober 1986) is een Roemeens voetballer die doorgaans als linksback speelt. Hij verruilde Dinamo Boekarest in juli 2008 voor SS Lazio. Radu debuteerde in 2006 in de Roemeens nationale ploeg.

## Clubstatistieken
| Seizoen | Club             | Competitie | Duels | Goals |
| ------- | ---------------- | ---------- | ----- | ----- |
| 2004/05 | Dinamo Boekarest | Liga 1     | 2     | 0     |
| 2005/06 | Dinamo Boekarest | Liga 1     | 8     | 0     |
| 2006/07 | Dinamo Boekarest | Liga 1     | 32    | 1     |
| 2007/08 | Dinamo Boekarest | Liga 1     | 19    | 0     |
| 2007/08 | SS Lazio         | Serie A    | 11    | 0     |
| 2008/09 | SS Lazio         | Serie A    | 19    | 0     |
| 2009/10 | SS Lazio         | Serie A    | 28    | 0     |
| 2010/11 | SS Lazio         | Serie A    | 26    | 0     |
| 2011/12 | SS Lazio         | Serie A    | 21    | 0     |
| 2012/13 | SS Lazio         | Serie A    | 23    | 1     |
| 2013/14 | SS Lazio         | Serie A    | 25    | 1     |
| 2014/15 | SS Lazio         | Serie A    | 24    | 0     |
| 2015/16 | SS Lazio         | Serie A    | 13    | 0     |
| 2016/17 | SS Lazio         | Serie A    | 29    | 2     |
| 2017/18 | SS Lazio         | Serie A    | 31    | 0     |
| 2018/19 | SS Lazio         | Serie A    | 28    | 0     |
| 2019/20 | SS Lazio         | Serie A    | 5     | 1     |
| Totaal  | Totaal           | Totaal     | 344   | 6     |

## Erelijst
| Competitie         |                  |                           |                  |                  |
| Competitie         | Aantal           | Jaren                     |                  |                  |
| Dinamo Boekarest   | Dinamo Boekarest | Dinamo Boekarest          | Dinamo Boekarest | Dinamo Boekarest |
| ------------------ | ---------------- | ------------------------- | ---------------- | ---------------- |
| Kampioen Liga 1    | 1x               | 2006/07                   |                  |                  |
| Beker van Roemenië | 1x               | 2004/05                   |                  |                  |
| Roemeense Supercup | 1x               | 2005                      |                  |                  |
| Lazio              |                  |                           |                  |                  |
| Coppa Italia       | 3x               | 2008/09, 2012/13, 2018/19 |                  |                  |
| Supercoppa         | 3x               | 2009, 2017, 2019          |                  |                  |

## Interlandcarrière
Radu kwam uit voor Roemenië –17, Roemenië –19 en Roemenië –21. Hij debuteerde op 15 november 2006 in het Roemeens voetbalelftal, in een met 0–1 gewonnen oefeninterland in en tegen Spanje. Radu behoorde tot de selectie van bondscoach Victor Pițurcă op het EK 2008, maar kwam hierop niet in actie.
2 Gigot ·
3 Pellegrini ·
4 Patric ·
5 Vecino ·
6 Rovella ·
7 Dele-Bashiru ·
8 Guendouzi ·
9 Pedro ·
10 Zaccagni  ·
11 Castellanos ·
13 Romagnoli ·
14 Noslin ·
18 Isaksen ·
19 Dia ·
20 Tchaouna ·
22 Castrovilli ·
23 Hysaj ·
26 Bašić ·
28 Anderson ·
29 Lazzari ·
30 Tavares ·
34 Gila ·
35 Mandas ·
77 Marušić ·
92 Akpa Akpro ·
94 Provedel ·
Coach: Baroni
1 Lobonț ·
2 Contra ·
3 Raț ·
4 Tamaș ·
5 Chivu  ·
6 Rădoi ·
7 Petre ·
8 Codrea ·
9 Marica ·
10 Mutu ·
11 Cociș ·
12 Popa ·
13 Săpunaru ·
14 Ghionea ·
15 Goian ·
16 Nicoliță ·
17 Moți ·
18 M. Niculae ·
19 Cristea ·
20 Dică ·
21 D. Niculae ·
22 Radu ·
23 Stăncioiu ·
Coach: Pițurcă